# Мінський вагоноремонтний завод
ВАТ"Мінський вагоноремонтний завод" — підприємство з ремонту пасажирських вагонів для потреб залізниць, розташоване в місті Мінськ, Білорусь. Входить до складу Білоруської залізниці.

## Історія заводу
Завод засновано 1871 року як паровозовагоноремонтні залізничні майстерні. 1927 року майстерні переформовано на завод «Полум'я революції». Назва Мінський вагоноремонтний завод з 1931 року.
У перші роки після створення завод ремонтував паровози, пасажирські й товарні вагони. На той момент назва заводу була Мінські великі майстерні Московсько-Брестської залізниці. Водопостачання майстерень здійснювалось із річки Свіслоч. Майстерні було збудовано у вигляді літери «П», паровозною частиною майстерень було зайнято 1753 кв. метри (385 кв. сажень), вагонною частиною — 993 кв. метри (218 кв. сажень). Загальна площа майстерень становила 5228 кв. метрів.
Перед Великою Вітчизняною війною, 1940 року, Мінський ВРЗ випустив з ремонту 261 пасажирський вагон, у тому числі 71 вагон капітальним ремонтом (з них 29 двовісних, 7 тривісних, 22 чотиривісних і 13 аварійних); 164 вагони середнім ремонтом і 26 вагонам проведено річний огляд. Було проведено ремонт 5096 колісних пар, із них 1947 з заміною елементів, виконав роботи з модернізації 77 вагонів (заміна надресорних брусів металевими, заміна люлькової підвіски, заміна парового опалення тощо).
Під час війни завод було евакуйовано. В ніч на 27 червня 1941 року було розпочато евакуацію. Частина робітників була евакуйована на вагоноремонтний завод у Куйбишеві, інші — на станцію Батраки Куйбишевської залізниці (нині станція Октябрськ). Німецькі загарбники організували на заводі ремонт паровозів і танків, зігнавши для примусових робіт всіх решту. Для протидії окупантам була створена підпільна організація заводу, що координувала диверсії, саботаж і свідому порчу техніки, що ремонтувалась.
Під час відступання завод був цілковито зруйнований 2 липня 1944 року. Роботу було відновлено 1945 року. Того ж року завод випустив з ремонту 137 пасажирських і два товарних вагони. 1950 року план ремонту становив 290 вагонів.
1932 року завод отримав ім'я Олександра М'ясникова, на честь якого на території заводу встановлено пам'ятник.

## Продукція заводу
Нині завод ремонтує пасажирські вагони, ремонтує та формує вагонні колісні пари, випускає запасні частини (осі чистові), 2006 завод розпочав збирання вагонів пасажирських некупейних з кондиціюванням повітря (модель 61-537), на 32 вагони отримано сертифікат відповідності. У грудні 2007 року було розпочато виробництво штабних купейних вагонів для перевезення пасажирів-людей з обмеженими можливостями (модель 61-537М); обладнаний купе для інваліда, підйомниками й туалетом, вагон пройшов успішну сертифікацію та постачається замовникам. У травні 2009 року отримано сертифікат відповідності на 30 вагонів купейних з установкою кондиціювання повітря соделі 61-4179.М з поліпшеним дизайном.